# دوایت هاردی
دوایت هاردی (انگلیسی: Dwight Hardy؛ زادهٔ ۲ دسامبر ۱۹۸۶) بازیکن بسکتبال اهل ایالات متحده آمریکا است.
از باشگاه‌هایی که در آن بازی کرده‌است می‌توان به باشگاه فوتبال ترابزون‌اسپور اشاره کرد.